# Плечов, Павел Юрьевич
Па́вел Ю́рьевич Плечо́в (род. 16 июля 1967, Москва) — российский учёный в области петрологии, минералогии и вулканологии. Доктор геолого-минералогических наук, профессор Геологического факультета МГУ, профессор РАН. Директор Минералогического музея им. А. Е. Ферсмана (с 2016), главный редактор журнала «Новые данные о минералах» и популяризатор науки.

## Биография
Родился 16 июля 1967 года в городе Москве в семье учёных. Его отец, Юрий Леонидович, длительное время работал в ЦНИИХМ, где участвовал в создании твёрдых типов топлива для российских ракет. Мать, Ольга Андреевна, была сотрудницей Института химической физики АН СССР, а с 1993 по 2014 годы работала в РФФИ. Праправнук епископа Серафима.
В 1984 году окончил среднюю школу № 856 в Москве.
В 1989 году окончил Геологический факультет МГУ, отделение геохимии, кафедра петрографии. Был зачислен в очную аспирантуру к профессору А. А. Маракушеву. В 1995 году защитил кандидатскую диссертацию на тему «Пегматиты Хибинского массива и их связь с материнскими породами».
В 1984—1993 годах, одновременно, преподавал в Геологической школе при МГУ, был её директором (1989—1993).
С 1992 года работает на кафедре петрологии геологического факультета МГУ. С 2009 года в должности профессора. Читает курсы: «Петрология», «Динамическая вулканология» и другие[какие?].
С 1998 года участвовал в международных научных проектах с Германией, Францией, Англией, США и Австралией по изучению островных дуг и активных континентальных окраин. Проводил полевые работы по изучению магматизма на Кольском полуострове, Камчатке, Аляске, в Якутии, Красноярском крае, на Урале, в Крыму, Италии и других вулканических районах. Участвовал в двух международных научных рейсах (в 2006 и 2009 году) в районе Северо-Фиджийской котловины.
В середине 1990-х — начале 2000-х годов, параллельно с основной деятельностью, работал в Вычислительном центре РАН, в Геофизическом центре РАН, некоторое время также в компаниях «Рамблер» и «Стек».
В 2008 году защитил докторскую диссертацию по теме «Множественность источников островодужных магм и динамика их взаимодействия», специальность — петрология, вулканология.
В 2016 году был избран по конкурсу директором минералогического музея им. А. Е. Ферсмана РАН. Работа в МГУ при этом стала совместительством.
В 2018 году ему было присвоено почётное учёное звание профессора РАН.

## Направления деятельности

### Научная и педагогическая работа

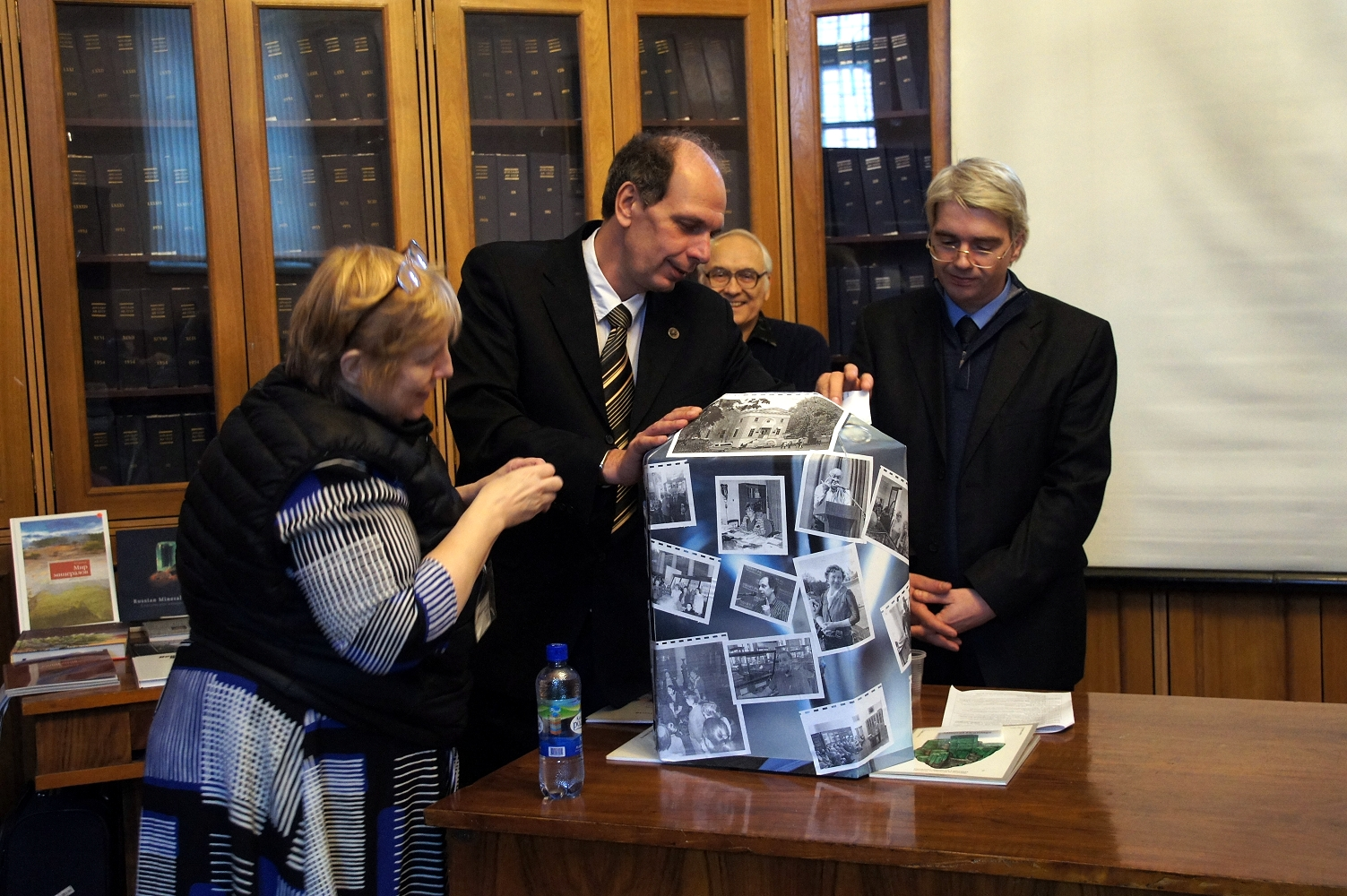
В Минералогическом музее, 2016

Специалист в области петрографии и петрологии, минералогии и вулканологии.
Показал зональность полей щелочных пегматитов относительно контактов с метаморфическими породами для Хибинского щелочного массива.
Разработал методы петрологического моделирования кристаллизации водосодержащих магм в применении к изучению островодужного вулканизма, и способы количественного определения воды в вулканических стёклах методом спектроскопии комбинационного рассеяния.
Изучил механизмы формирования расплавных включений в минералах в природных и синтетических системах.
Предложил модель развития вулканизма островодужных систем от примитивной к зрелой стадиям с последовательным вовлечением формирующейся островодужной коры в области магмогенерации
Получил петрологическую характеристику ряда современных и древних магматических систем Камчатки, Крыма, Японии, Италии.
В 2009—2016 годах модернизировал учебные программы по петрологии для классических университетов. Разработал взаимосвязанную систему курсов и учебных практик по магматической петрологии, вулканологии и моделированию сложных природных систем. Автор 5 учебных пособий и более 20 программ учебных курсов. Руководил более чем 40 дипломными магистерскими и бакалаврскими работами. Подготовил шестерых кандидатов наук.

### Организационная деятельность
Главный редактор научного журнала «Новые данные о минералах», член редколлегии журналов «Петрология» и «Геология и разведка».
С 2014 года — заместитель председателя УМО России по секции «геохимия» и (по 2017 год) член экспертного совета ВАК России по наукам о Земле.
В 2016 году организовал (как научный координатор) Международную школу по наукам о Земле в Москве, в которой участвовало более 100 ведущих ученых из России и других стран. В 2017 году участвовал в организации такой же Школы в гор. Миассе.

### Просветительская деятельность
С 1995 года активно участвовал в популяризации геологии: 1995 — автор энциклопедии Аванта+, с 2000 годов — вёл интернет-проекты (в том числе wiki.web.ru «Геовикипедия»), с 2005 — автор Большой российской энциклопедии (участвовал в написании около 100 статей для неё), с 2010 — автор в научно-популярных журналах «1 сентября», «Кот Шредингера», Elementy.ru. Руководил проектами «Виртуальная сеть по наукам о Земле» и «Рамблер-Наука». Основатель и автор ресурса geo.web.ru «Всё о геологии», который существует и развивается по настоящее время при поддержке геологического факультета МГУ. Это один из наиболее популярных русскоязычных ресурсов в данной предметной области.
Прочитал более 30 публичных лекций, участвовал в 25 теле- и радиопередачах («Радио Маяк» и др.), дал около 40 интервью для СМИ по научным вопросам (для изданий Полит.ру, «Троицкий вариант» и др.).
В феврале 2022 года подписал открытое письмо российских учёных и научных журналистов с осуждением вторжения России на Украину и призывом вывести российские войска с украинской территории.

## Награды и премии
- 2017 — Медаль «За заслуги в геологии им. А. Е. Ферсмана», Российского геологического общества.

## Членство в организациях
- Российское минералогическое общество.